# Intrada
Une Intrada (de l'espagnol et de l'italien, qui signifie une « entrée », un « début ») est, dans la musique des XVIe et XVIIe siècles, un morceau instrumental propre à une solennité, pouvant ainsi être majestueux ou martial, servant d'introduction à une cérémonie ou un cortège, ou introduisant une œuvre au théâtre, un ballet ou un oratorio, surtout en Italie. En France, le terme équivalent est Entrée. Il désigne, à l'opéra ou au ballet, l'entrée des personnages sur scène.
Ensuite, le terme désigne un morceau inséré dans une suite, répandue en Allemagne au XVIIIe siècle ; souvent placée du début, elle peut y occuper cependant une autre place. Ce morceau étant analogue au premier mouvement de l'ouverture à la française.
L'intrada est un mouvement lent de type marche à , composé généralement de deux périodes de huit mesures. Elle reste en usage sous cette forme jusqu'au début du XIXe siècle.

## Histoire
Le prototype du genre est calqué sur les sonneries de trompettes du XVIe siècle appelées « Aufzug » ou « Signal » que l'on trouve dans les recueils de l'époque. Les mélodies au rythme carré sont très simples, constituées souvent de notes répétées et dont le style prépondérant est vertical. 
Ensuite, la forme se diversifie et peut adopter le style de la pavane ou d'une danse plus animée.
Les premiers auteurs à laisser des œuvres sont : 
- Alessandro Orologio, Intradæ 5 et 6 v. (1597)
- Hans Leo Hassler, Lustgarten neuer teutscher Gesäng... (1601)
- Melchior Franck, quatre recueils publiés entre 1603 et 1627)
- Valentin Haussmann, Neue Intrade à 5 et 6 voix pour les violes (1604)

Au XXe siècle, certains compositeurs renouent avec la tradition. La fanfare initiale de la cantate de Paul Hindemith, Apparebit repentina dies (1947) est une intrada. La même année, Arthur Honegger compose son Intrada. Au XXIe siècle, le ballet Friandises (2005) de Christopher Rouse commence par un mouvement intitulé Intrada.

## Autres
Intrada est le nom d'un ensemble choral basé à Moscou, qui a notamment collaboré avec The Tallis Scholars et Peter Philips.
Intrada Records est un label américain basé à Oakland (Californie) et dévolu à la publication de bandes son de film, notamment de Jerry Goldsmith.
Intrada est également un label discographique français, créé en 2001 par Éric Tanguy, avec Emmanuelle Gaume.